# Hugang, Fujian
Hugang (kinesiska: 虎岗) är en köping i sydöstra Kina. Den ligger i stadsdistriktet Yongding i staden Longyan i provinsen Fujian, omkring 280 kilometer sydväst om provinshuvudstaden Fuzhou. Antalet invånare är 12 241. Befolkningen består av 5 697 kvinnor och 6 544 män. Barn under 15 år utgör 17,0 %, vuxna 15-64 år 72 %, och äldre över 65 år 10,0 %.